# NGC 315
NGC 315 (другие обозначения — UGC 597, MCG 5-3-31, ZWG 501.52, PGC 3455) — эллиптическая галактика (E) в созвездии Рыбы.
Галактика была обнаружена 11 сентября 1784 года британским астрономом Уильямом Гершелем; она входит в число перечисленных в оригинальной редакции «Нового общего каталога». В той же области неба находятся NGC 311, NGC 318, NGC 338, IC 66.
Галактика NGC 315 входит в состав группы галактик NGC 315. Помимо неё, в эту группу также входят ещё 44 галактики.
По оценкам, расстояние от NGC 315 до Млечного Пути 228 млн световых лет, диаметр её около 200 000 световых лет.
С галактикой связан мощный радиоисточник, имеющий необычную Z-образную форму и размер порядка 1 Мпк (что соответствует видимому размеру около 1°). Он был открыт в 1976 году.